# Hochwasser in Celle

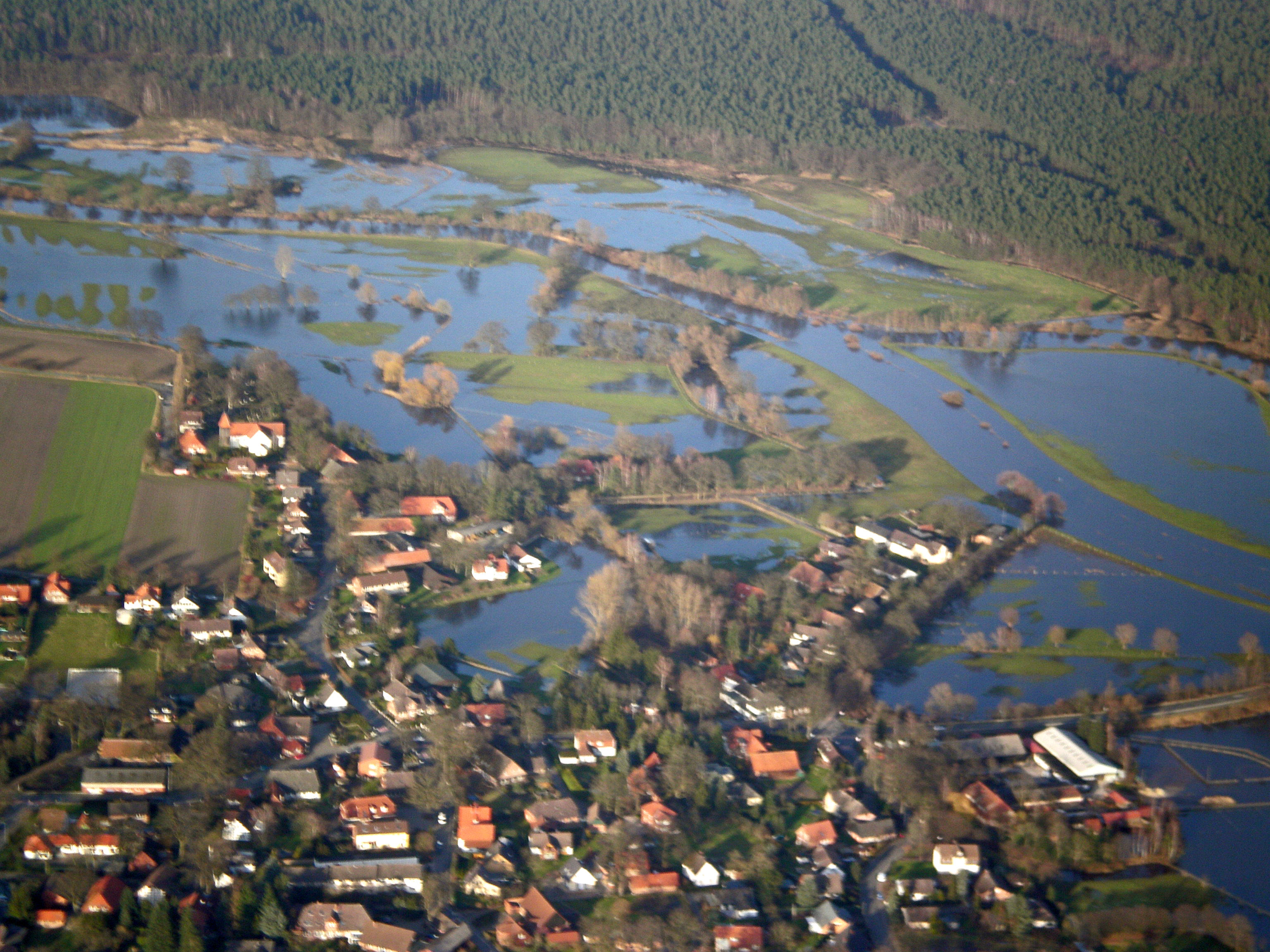
Luftbild der Überflutung von Altencelle im Jahr 2008

Hochwasser in Celle sind seit Jahrhunderten dokumentiert. Die Stadt am Zusammenfluss der Tieflandflüsse Aller, Fuhse und Lachte hat für Hochwasser, insbesondere für die statistisch alle 100 Jahre zu erwartenden Jahrhunderthochwasser, eigene Überschwemmungsgebiete festgelegt.

## Geschichte
Im Gebiet der Stadt Celle finden sich Hinweise auf historische Hochwasser an verschiedenen Orten. So wurden etwa an der Rückseite des Gebäudes der ehemaligen Herrenmühle zwei Hochwassermarken für die dort jeweils höchsten Wasserstände von März 1881 und Januar 1918 angebracht.
Eine der bisher folgenreichsten Überschwemmungen war das Hochwasser wenige Monate nach dem Ende des Zweiten Weltkrieges: Nach einer 14-tägigen Frostperiode trafen im Winter 1945/46 in der Woche vom 3. bis 9. Februar 1946 ungewöhnlich starke Regenfälle zusammen mit einer in den Gebirgsformationen wie dem Harz einsetzenden Schneeschmelze. Weniger aus nostalgischen Gründen als vielmehr zur Erinnerung und Mahnung für die Zukunft hat die Stadt Celle an verschiedenen Orten ihres Stadtgebietes Wasserstands-Tafeln des damaligen Wasserwirtschaftsamts Vehrden aufstellen lassen, etwa an der Dammaschwiese nahe der Pfennigbrücke. Die dort aufgestellte Tafel dokumentiert den am 12. Februar 1946 feststellten Hochwasserpegel von 38,75 m NN.

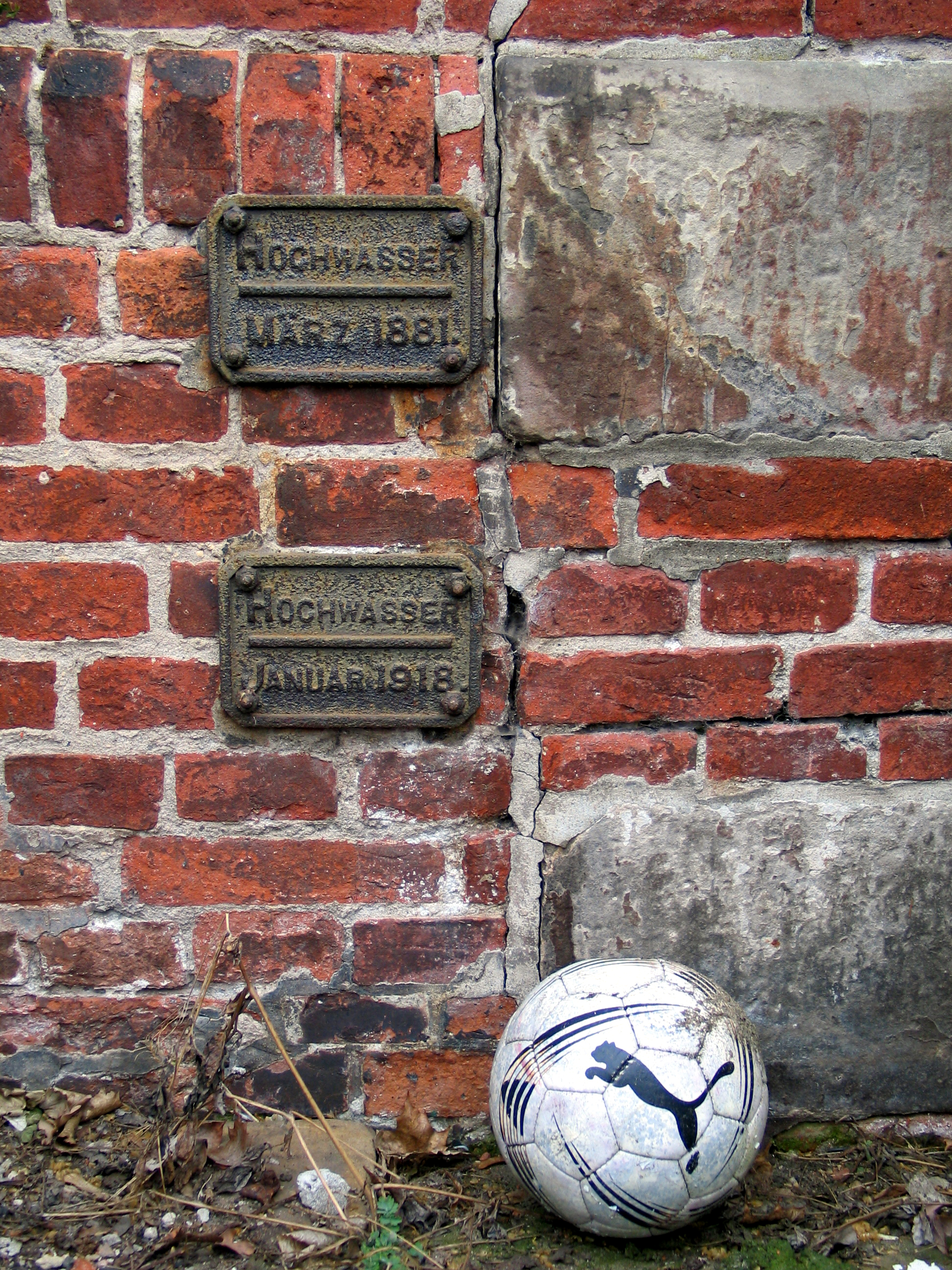
Hochwassermarken von 1881 und 1918 an der Rückseite der Herrenmühle

Bereits in den 1980er Jahren hatte die Stadt Celle einen „Rahmenentwurf zum Hochwasserschutz der Region Celle“ entworfen, allerdings beauftragte sie erst im Jahr 1999 das Büro der STADT-LAND-FLUSS INGENIEURDIENSTE GmbH mit dazu gehörigen „hydraulischen Untersuchungen“ und begann nach dem Planfeststellungsverfahren offensichtlich erst ab dem Jahr 2013 mit der Umsetzung der Ergebnisse: Nach Informationen des Niedersächsischen Landesbetriebs für Wasserwirtschaft, Küsten- und Naturschutz (NLWKN) sieht der Plan „eine Kombination unterschiedlicher Maßnahmen, wie Vorlandabgrabungen und Flutmulden im Unterwasser der Celler Wehre, Deiche und Hochwasserschutzmauern [vor] sowie Maßnahmen zur Sicherung der Binnenvorflut“. Zunächst soll eine Vorlandabgrabung zwischen „Boye und der Fuhsemündung“ erfolgen.
In jüngerer Zeit wurde etwa 2008 ein Großteil des Stadtteils Altencelle weiträumig überflutet, wodurch dessen Ausfallstraße, die Alte Dorfstraße (Kreisstraße K74), für Kraftfahrzeuge zeitweilig unpassierbar war.
Für die eigentlich erwartete nächste Jahrhundertflut (HQ 100) in Celle werden demgegenüber Schäden von mehr als 100 Millionen Euro erwartet, die etwa durch Elementarschaden-Versicherungsverträge gemildert werden können.

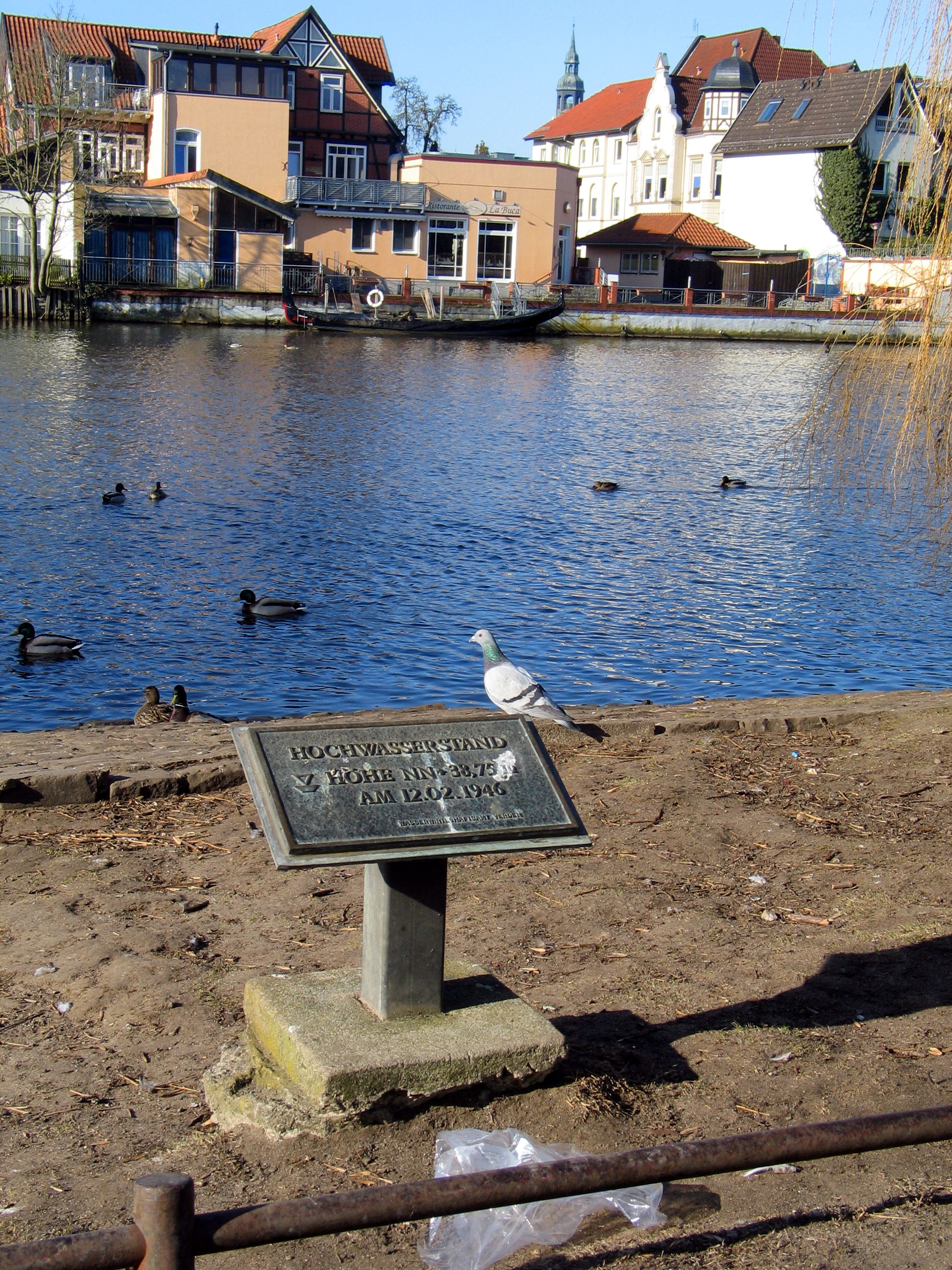
Tafel an der Aller zwischen der Dammaschwiese und bei der Pfennigbrücke gegenüber den Häusern an der Fritzenwiese: Hochwasserstand 1946 38,75m NN
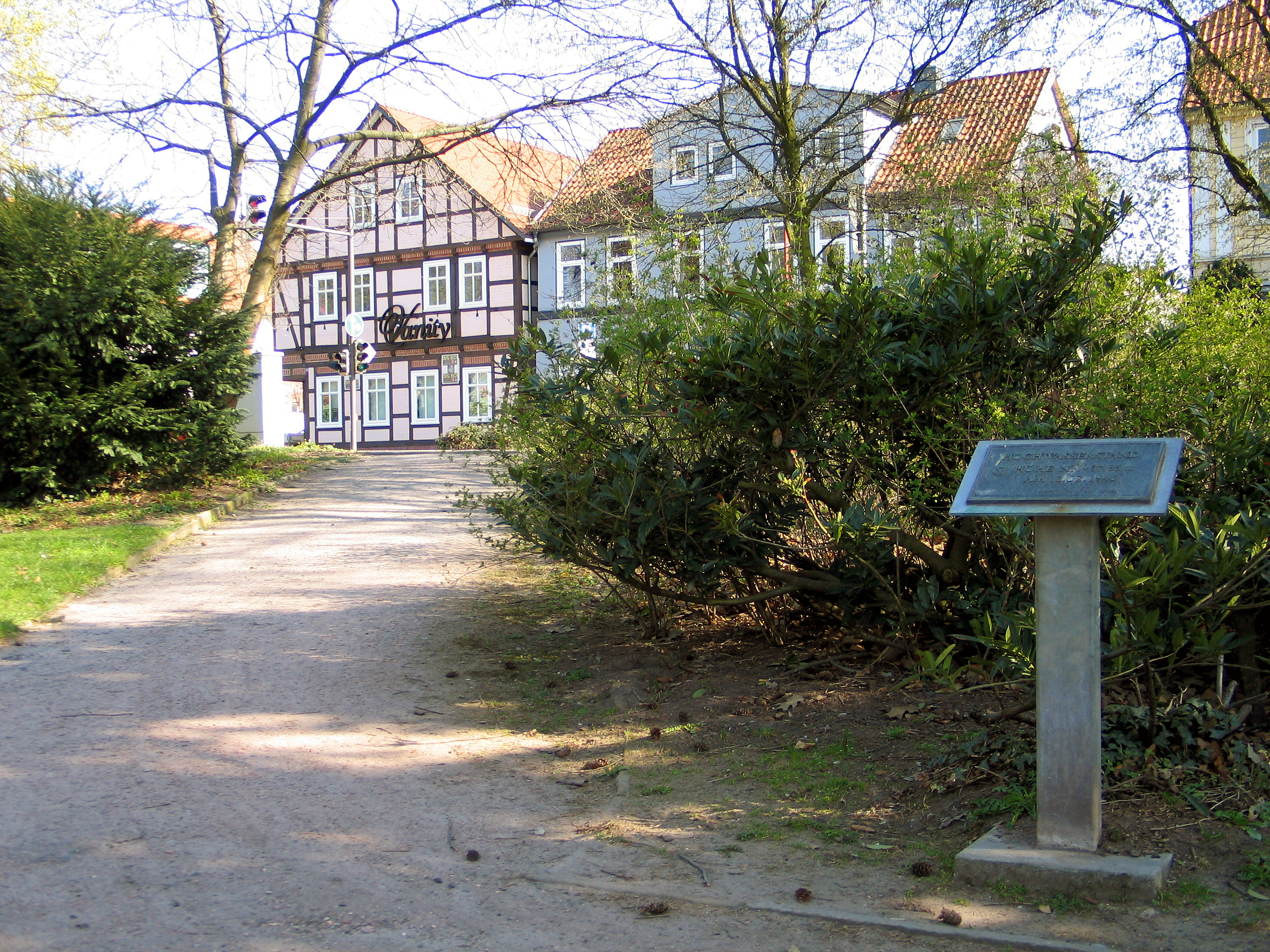
Ähnliche Tafel in der Triftanlage in Neuenhäusen; Hochwasserstand 1946 37,35m NN
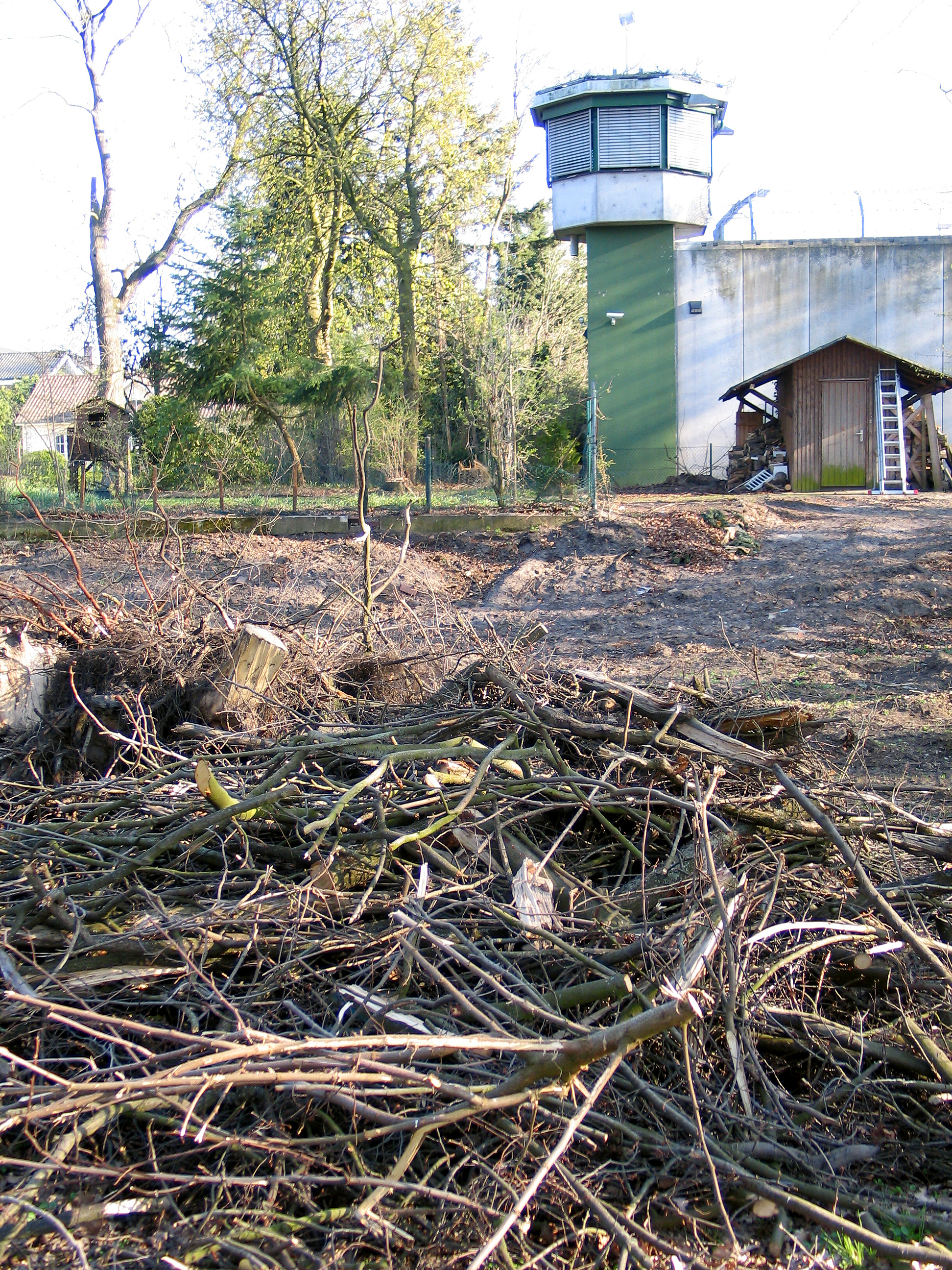
Teil-Entwaldung für Schutzarbeiten in der Grünanlage vom Pflegewohnstift Franz-Guizetti-Park hinter der JVA Celle, Blick in Richtung Schwicheldtstraße nahe dem Zusammenfluss der beiden Allerarme

## Hochwasser 2013
Ende Mai 2013 führten anhaltende Regenfälle zum Hochwasser in Mitteleuropa 2013 und 
verursachten in Celle Überflutungen zunächst in den Stadtteilen Klein Hehlen, Westercelle, Groß Hehlen sowie in Hustedt. Nachdem dann beispielsweise auch der Freitagsbach im Stadtteil Lachtehausen über die Ufer trat, pumpten bis zu 4 örtliche Feuerwehren, insbesondere die Celler Freiwillige Feuerwehr – Altenhagen, zeitweilig rund um die Uhr Häuser an der für den Kfz-Durchgangsverkehr dann gesperrten Wittinger Straße aus. Einsätze an einzelnen Gebäuden in der unter Wasser stehenden Straße mussten dabei von Anfang an als „hoffnungslos“ aufgegeben werden. Am 30. Mai 2013 wurde um 11.00 Uhr ein Wasserstand der Aller von 4,47 m gemessen, allerdings hatte zu dem Zeitpunkt der Deutsche Wetterdienst schon vor weiteren ergiebigen Regenfällen gewarnt. Gegen Mittag des 31. Mai stieg der Aller-Pegel in Celle bis auf knapp 4,59 m, laut der städtischen Pressesprecherin Myriam Meißner wären ab einem Stand von 4,80 Meter bald alle Celler Bürger "nachhaltig betroffen". Inzwischen hatte Oberbürgermeister Dirk-Ulrich Mende die Leitung der täglichen Lagebesprechungen übernommen.
Ab dem 1. Juni wurde eine „Sandsack-Ausgabestelle“ in der „Fahrzeughalle hinter dem Neuen Rathaus“ eingerichtet. Darüber hinaus wurde für das erste Juni-Wochenende „eine Hotline für allgemeine Auskünfte rund um die Hochwassersituation im Celler Stadtgebiet geschaltet“. Laut Ortsbrandmeister Bernd Müller könne die Celler Feuerwehr noch immer „sofort 100 Leute mobilisieren“.

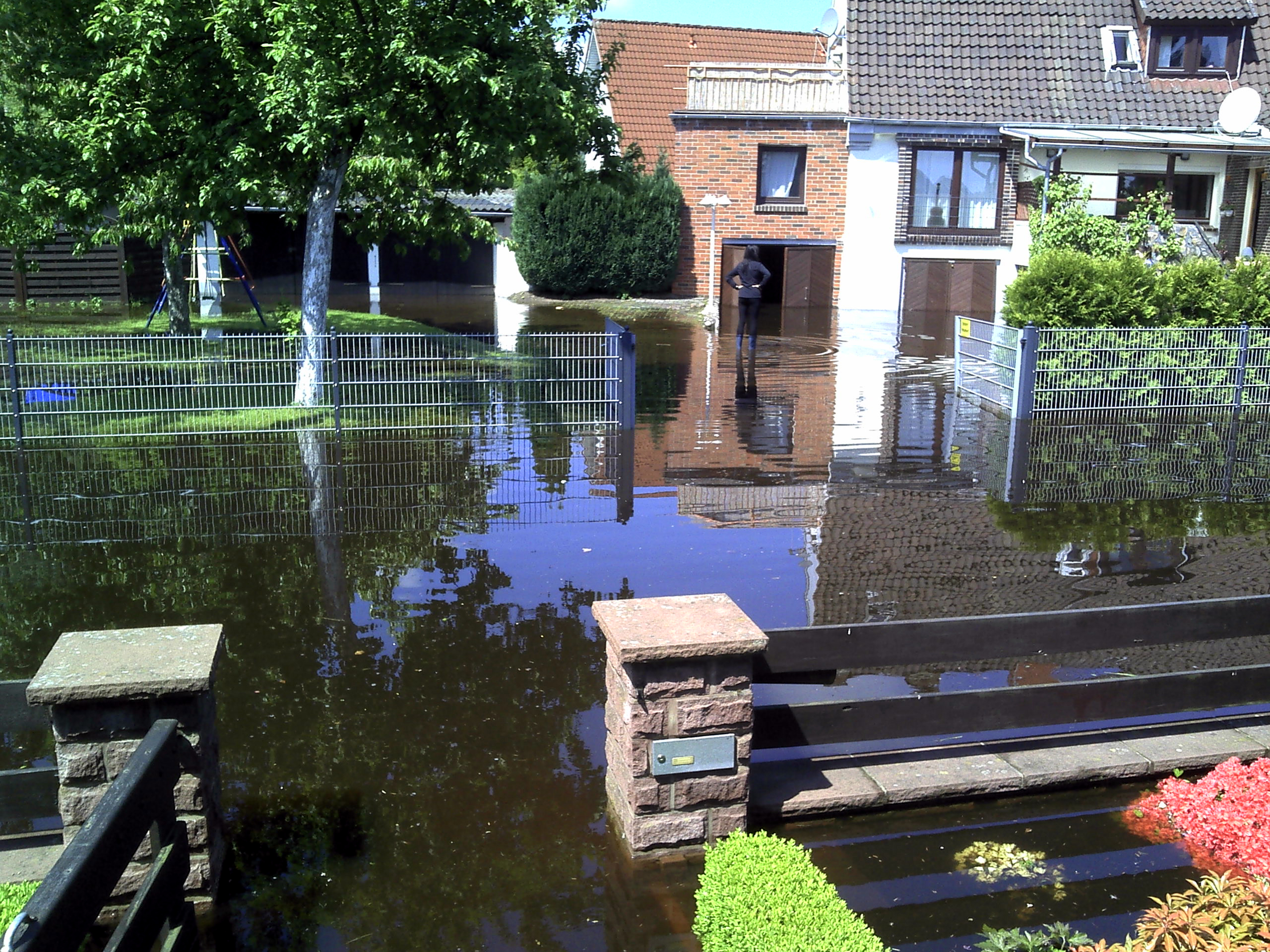
Die Straße am Schwalbenberg in Lachtehausen am 28. Mai, mittags
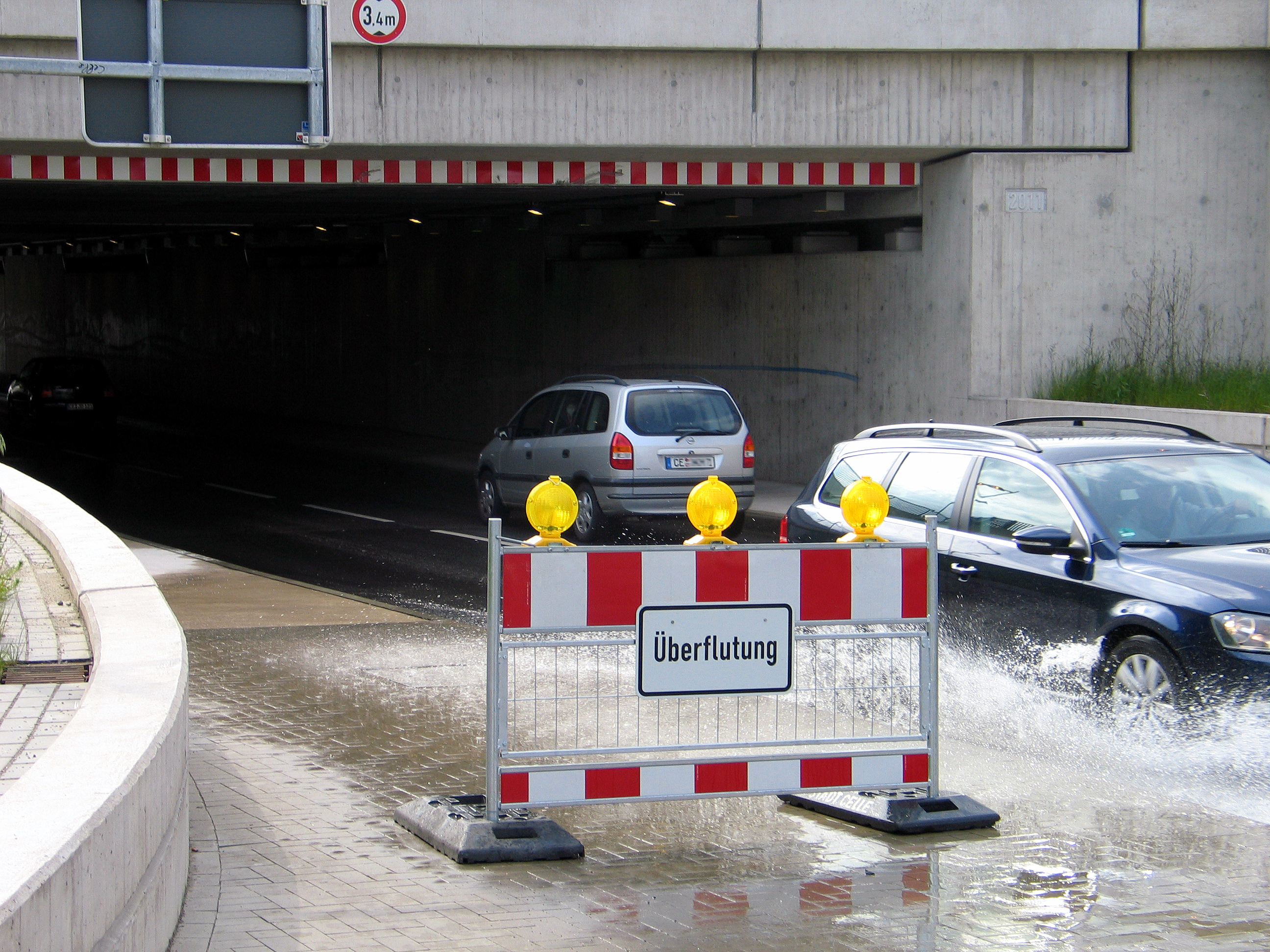
Unterführung in der Bahnhofstraße, 31. Mai
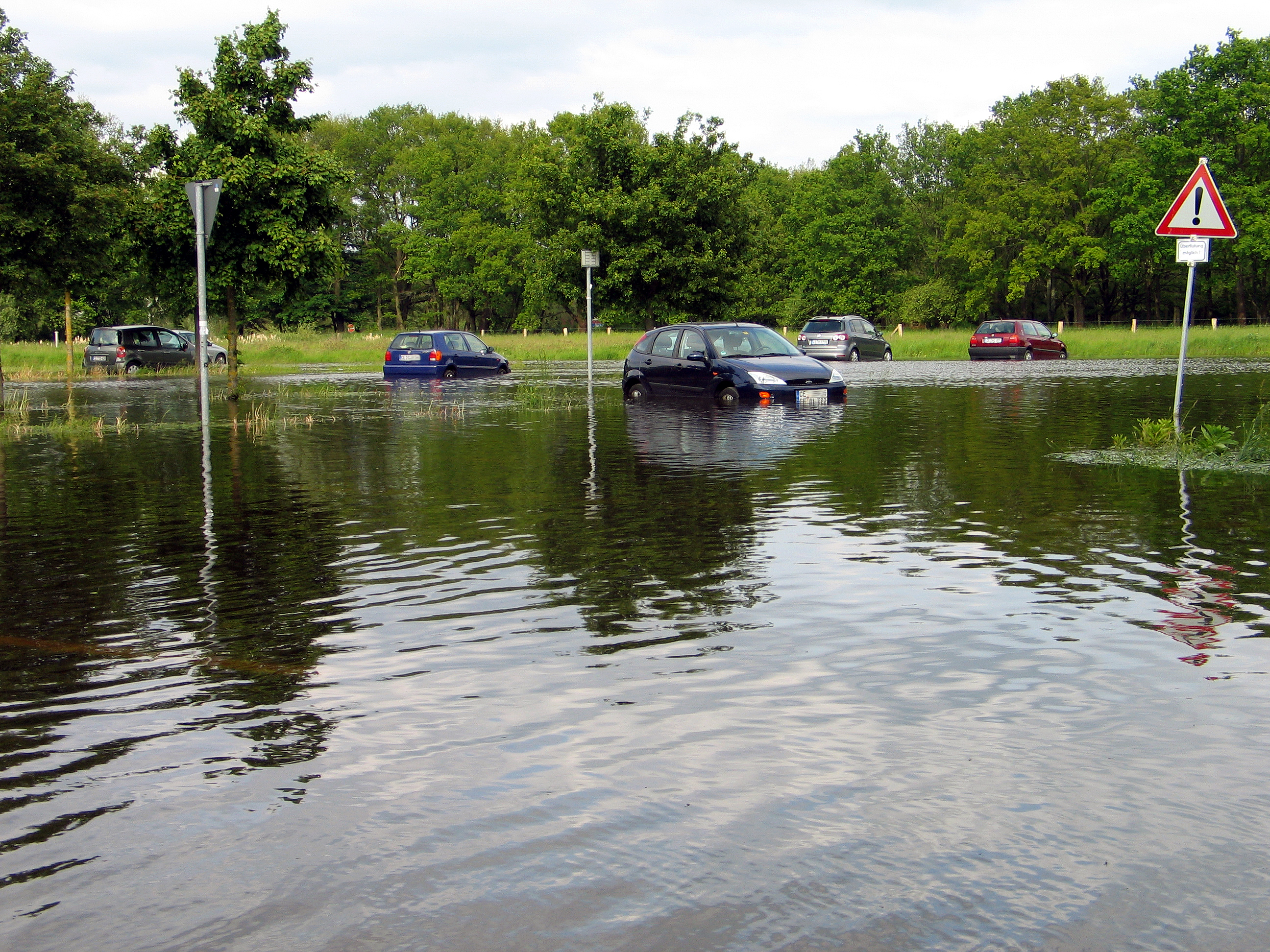
"Dauer-Parkplatz" am 31. Mai in der Biermannstraße
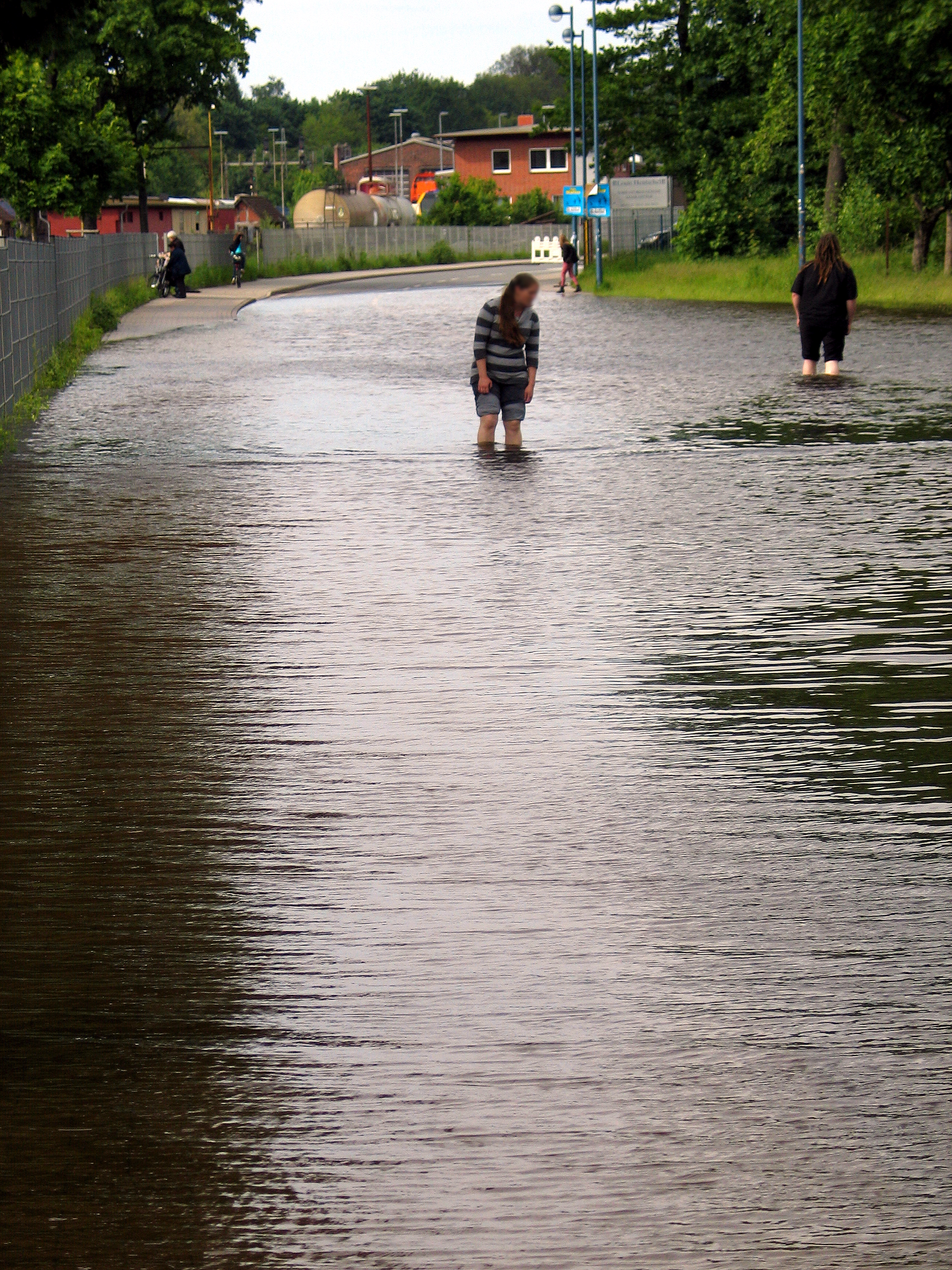
Am selben Tag in der Biermannstraße